# Jacques Babinet

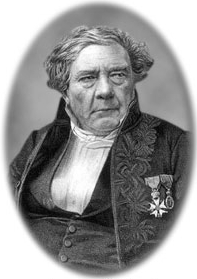
Jacques Babinet

Jacques Babinet (* 5. März 1794 in Lusignan, Département Vienne, Frankreich; † 21. Oktober 1872 in Paris, Frankreich) war ein französischer Physiker.
Babinet trat zunächst als Offizier in die französische Artillerie ein, verließ aber 1814 die militärische Laufbahn und wurde Professor für Mathematik in Fontenay-le-Comte, anschließend Professor für Physik in Poitiers und schließlich dann am Collège St. Louis in Paris.
1840 wurde er zum Mitglied der Académie des sciences gewählt.
Babinet lieferte wesentliche Arbeiten zur Beugung des Lichtes, nach ihm benannt ist das Babinetsche Prinzip. Er entwickelte zahlreiche optische Instrumente, aber auch andere physikalische Instrumente (Hygrometer, Luftpumpe, Winkelmesser, Babinet-Kompensator) und untersuchte die optischen Eigenschaften von Mineralien. Ebenso studierte er meteorologische Phänomene, wie die optische Struktur des Regenbogens.

## Werke

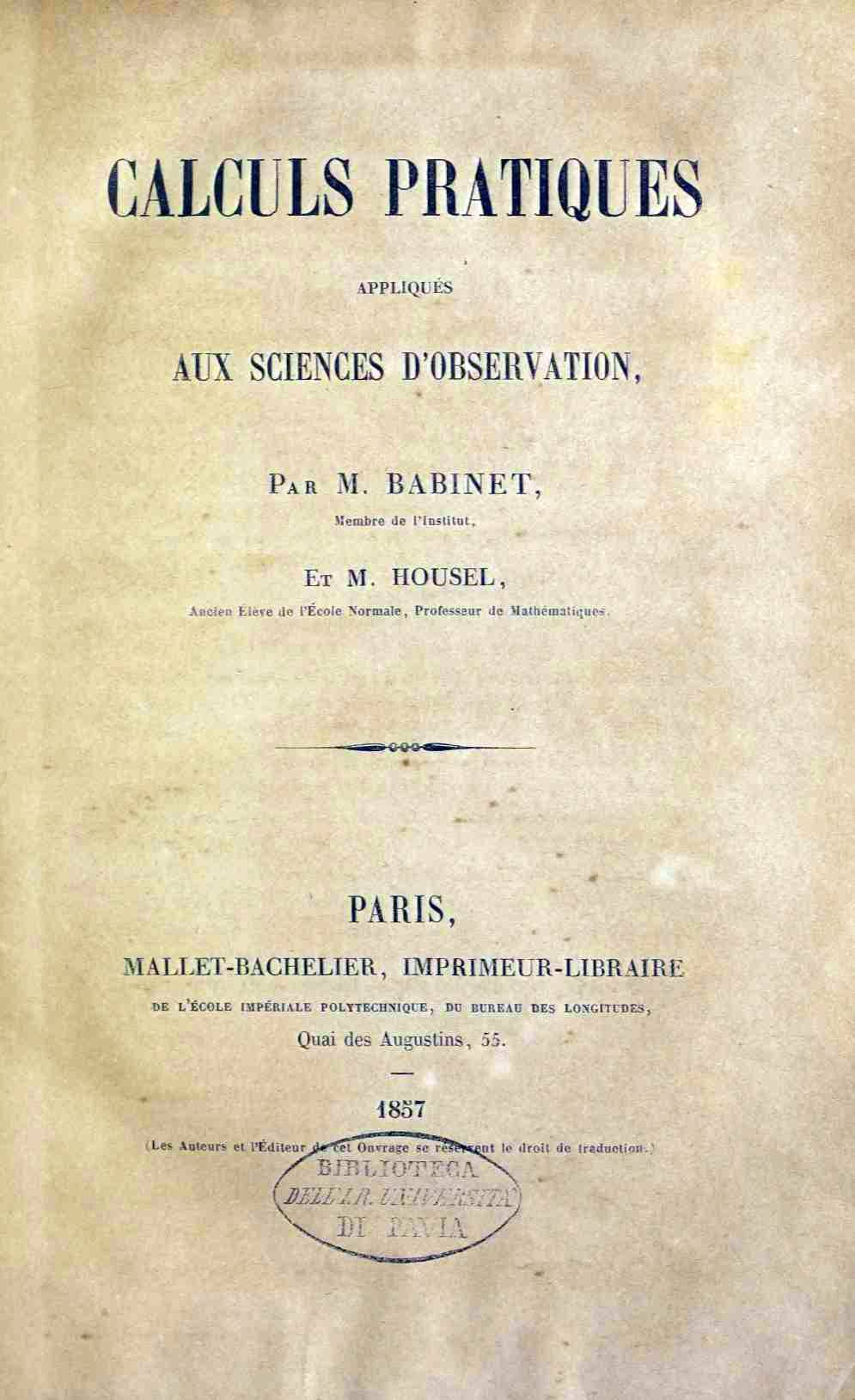
Calculs pratiques appliqués aux sciences d’observation, 1857

- Études et lectures sur les sciences d’observation et leurs applications pratiques. Band 2. Mallet-Bachelier, Paris 1856 (französisch, beic.it).
  - Études et lectures sur les sciences d’observation et leurs applications pratiques. Band 3. Mallet-Bachelier, Paris 1857 (französisch, beic.it).
  - Études et lectures sur les sciences d’observation et leurs applications pratiques. Band 5. Mallet-Bachelier, Paris 1858 (französisch, beic.it).
  - Études et lectures sur les sciences d’observation et leurs applications pratiques. Band 6. Mallet-Bachelier, Paris 1860 (französisch, beic.it).
  - Études et lectures sur les sciences d’observation et leurs applications pratiques. Band 7. Mallet-Bachelier, Paris 1863 (französisch, beic.it).
  - Études et lectures sur les sciences d’observation et leurs applications pratiques. Band 8. Mallet-Bachelier, Paris 1868 (französisch, beic.it).
- Calculs pratiques appliqués aux sciences d’observation. Mallet-Bachelier, Paris 1857 (französisch, beic.it).